# Hermann Meyer (Politiker, 1923)
Hermann Meyer (* 23. September 1923 in Bevensen, Kreis Uelzen; † 15. Januar 1995 in Bad Bevensen) war ein deutscher Politiker (SPD). Er war Bürgermeister von Bevensen und gehörte von 1963 bis 1978 dem Landtag von Niedersachsen an. Er war Bundesvorsitzender des Reichsbundes der Kriegsopfer, Behinderten, Sozialrentner und Hinterbliebenen.

## Biografie
Ausbildung und Beruf
Meyer beendete die Schule 1940 mit der Mittleren Reife. Er wurde 1942 Soldat bei der Waffen-SS. 1946 kam er als Schwerkriegsbeschädigter aus der Kriegsgefangenschaft. 
Er war danach als Sparkassenangestellter tätig.  
Politik
Meyer beantragte am 27. Oktober 1941 die Aufnahme in die NSDAP und wurde rückwirkend zum 1. September desselben Jahres aufgenommen (Mitgliedsnummer 8.696.722). Nach dem Krieg trat er der SPD bei.
Seit 1960 war Meyer Mitglied des Rates der Stadt Bevensen und ab 1968 Bürgermeister der Stadt. Er wurde 1964 Mitglied und Parteivorstand des Kreistages des Landkreises Uelzen und 1972 Mitglied des Rates der Samtgemeinde Bevensen. Am 20. Mai 1963 zog Meyer in die fünfte Wahlperiode des Landtags von Niedersachsen ein, dem er bis zum Ende der achten Wahlperiode am 20. Juni 1978 angehörte. Er war vom 5. Mai 1976 bis zum 20. Juni 1978 Vorsitzender des Ausschusses für Sozial- und Gesundheitswesen. 
Weitere Mitgliedschaften
Seit 1956 war Meyer auf sozialem Gebiet tätig. Er war seit 1962 Mitglied des Bundesvorstandes des Reichsbundes der Kriegs- und Zivilbeschädigten, Sozialrentner und Hinterbliebenen. 1965 wurde er Vorsitzender des Landesverbandes Niedersachsen des Reichsbundes und ein Jahr später Zweiter Bundesvorsitzender des Reichsbundes. Von 1979 bis 1988 war er Bundesvorsitzender des Reichsbundes der Kriegsopfer, Behinderten, Sozialrentner und Hinterbliebenen. Ab 1980 wa er Aufsichtsratsvorsitzender der Gemeinnützigen Reichsbund Wohnungsbau- und Siedlungs-GmbH in Hannover. Ab 1985 war er Präsident des Internationalen Verbands der Behinderten (FIMITIC). Er lebte um diese Zeit in Bonn und war verheiratet. Er war auch Mitglied im Kriegsopferbeirat des Niedersächsischen Sozialministeriums und Mitglied des Richterwahlausschusses im Sozialministerium. Außerdem war Meyer Mitglied des Stiftungssenats im Berufsförderungswerk Heidelberg.
Ehrungen
Meyer bekam 1973 das Bundesdienstkreuz am Bande, 1978 das Verdienstkreuz 1. Klasse des Verdienstordens der Bundesrepublik Deutschland und das Verdienstkreuz Erster Klasse des Niedersächsischen Verdienstordens verliehen.